# Silkheart Records
Silkheart Records ist ein schwedisches Jazz-Label.
Das Label Silkheart Records wurde im Jahr 1985 von Lars-Olof Gustavsson und Keith Knox gegründet. Sitz des Unternehmens ist  Stockholm. Schwerpunkte sind improvisierte Musik und Free Jazz aus den Vereinigten Staaten. Mit dem 2000 gegründeten Label Ayler Records wird seit 2003 kooperiert.
Auf dem Label erschienen Aufnahmen von Charles Brackeen, Steve Lacy, dem Ernest Dawkins New Horizons Ensemble, dem Ethnic Heritage Ensemble, Roy Campbell, Charles Tyler, Michael Bisio, der Formation Other Dimensions in Music, Assif Tsahar, Roscoe Mitchell, Billy Bang, Dennis González, Kidd Jordan, Guerino Mazzola, David S. Ware, außerdem von Charles Gayle, Matthew Shipp Andrew Cyrille, William Hooker, Sirone, Jim Hobbs und Matt Lavelle.